# Zeta Monocerotis
Désignations
Zeta Monocerotis (en abrégé ζ Mon) est une étoile supergéante de la constellation équatoriale de la Licorne. Elle est visible à l'œil nu avec une magnitude apparente de 4,33. L'étoile présente une parallaxe annuelle de 3,08 mas mesurée par le satellite Hipparcos, ce qui permet d'estimer qu'elle est distante d'environ ∼ 1 060 a.l. (∼ 325 pc) de la Terre. Elle s'éloigne du Système solaire à une vitesse radiale de +30 km/s.
Zeta Monocerotis est une étoile supergéante jaune de type spectral G2Ib. Elle est estimée être 6,2 fois plus massive que le Soleil et être âgée autour de 64 millions d'années. Elle est plus de 2 200 fois plus lumineuse que le Soleil et sa température de surface est de 5 289 K.
Zeta Monocerotis possède trois compagnons visuels répertoriés. Ces trois étoiles sont ζ Mon B, située à une séparation de 33,2″ et de magnitude 10,32, ζ Mon C, située à une séparation de 64,9″ et de magnitude 9,68, et ζ Mon D, à une séparation de 39,0″ et de magnitude 13,4. Toutes les trois apparaissent être des compagnons purement optiques.